# Carl Stucki
Pour les articles homonymes, voir Stucki.
Carl Stucki, né Karl Stucki le 24 avril 1889 à Gaiserwald et mort le 8 février 1963 à Berne (originaire de Linden) est un diplomate et germaniste suisse.

## Biographie
Après des études en lettres à Saint-Gall, Munich, Berlin et Zurich (où il obtient un doctorat), il entre au service du Département politique fédéral en 1919, au bureau de presse. Il effectue plusieurs missions à Berne et à Vienne avant d'être nommé directeur des services consulaires et du protocole en 1928. En 1935, il devient chef du personnel.
En 1942, il est nommé chef-adjoint de la division des affaires étrangères, chargé de la direction de la section politique. À ce titre, il est aussi responsable de la coordination des mandats de protection des intérêts que la Suisse entretient lors de la Seconde Guerre mondiale et nomme Carl Lutz à la légation suisse à Budapest.
Après la guerre, il est nommé ministre et chef de légation à Athènes, fonction qu'il occupe de 1946 à 1954. En 1955, il dirige la délégation suisse auprès de la Commission de supervision des nations neutres, chargée de la surveillance de l'armistice en Corée.
Dès 1959, il est chargé de « réunir une collection confidentielle de documents sur l'histoire des relations internationales de la Suisse, en particulier avec les États-Unis au XXe siècle ».